# Marzia e Marina
Marzia (Nuceria Alfaterna, III secolo – Nuceria Alfaterna, III secolo) e 
Marina (Nuceria Alfaterna, III secolo – Nuceria Alfaterna, III secolo) sono due donne romane, considerate dalla tradizione sorelle di san Prisco di Nocera, venerate come sante dalla Chiesa cattolica.

## Agiografia
Marzia e Marina sono due sante vissute a Nuceria Alfaterna nel corso del III secolo tradizionalmente ritenute sorelle di san Prisco primo vescovo della città. 
Poco note, se non nulle le notizie biografiche. Si ritiene che morirono prima del fratello in quanto uno dei miracoli attribuiti al vescovo nucerino è stato quello di essersi accostato al sarcofago in cui erano conservati i resti mortali delle sorelle e di aver chiesto ai loro corpi di spostarsi per far spazio anche a lui.

## Culto
Furono sepolte in un sarcofago strigilato presso una delle necropoli di Nuceria Alfaterna. Durante l'alto medioevo il luogo di tale sepoltura divenne oggetto di culto per la popolazione locale. Vi furono realizzate la chiesa di San Filippo detta a macerie nel IV secolo e, intorno al X secolo un'abbazia benedettina dedicata a San Prisco. 
Con la restaurazione della diocesi nocerina avvenuta nel 1384 la chiesa dell'abbazia di San Prisco fu elevata al rango di cattedrale. 
I resti mortali delle sante Marzia e Marina sono conservati in una cappella che si trova a lato dell'altare maggiore della Cattedrale di Nocera Inferiore insieme a quelle che sono venerate come le ossa del fratello.
Frammenti di reliquie delle sorelle di San Prisco sono conservate nella cripta della cattedrale di Salerno.